# Sammlung Farbenlehre
Die Sammlung Farbenlehre ist als Lehr- und Forschungssammlung an der Technischen Universität Dresden seit 2005 im Aufbau und gehört zu den jüngsten Sammlungsinitiativen der TU. Sie versteht sich als ein Instrument zur Wissenschaftskommunikation für das umfangreiche multidisziplinäre Erfahrungs- und Wissensfeld Licht und Farbe. Hervorgegangen aus der interdisziplinären Tagungs- und Publikationsreihe Dresdner Farbenforum am Institut für Grundlagen der Gestaltung und Darstellung bewahrt sie Inhalte und Sachzeugnisse von Persönlichkeiten aus Wissenschaft und Kunst, deren Leben und Werk eng mit dem Mitteldeutschen Raum sowie der zweihundertjährigen neueren Geschichte der Farbenlehre verbunden ist.

## Sammlungsbestand
Neben umfangreichen Konvoluten aus Studienbelegen und didaktischem Material zur elementaren und angewandten Farbenlehre an der Fakultät Architektur birgt die Sammlung inzwischen auch Schenkungen und Dauerleihgaben verschiedener Institutionen und Privatpersonen, zumeist aus Nachlässen von Wissenschaftlern, Technikern, Handwerkern, Künstlern und Pädagogen. Dazu gehören historische Modelle zur Farbenordnung wie ein Doppelkegel nach Wilhelm Ostwald oder der Original-Farbenkörper zur Farbenkarte DIN 6164 von Manfred Richter. Den Grundstock des heutigen Bestandes brachte der Initiator und Gründer des Forums wie der Sammlung Eckhard Bendin, Privatdozent für Gestaltungslehre an der Fakultät Architektur, durch Schenkungen und Dauerleihgaben ein. Indem Archivalien zu Leben und Werk der in Dresden einst wirkenden Wissenschaftler Richard Ulbricht, Robert Luther, Paul Krais, August Klughardt und Manfred Richter zusammengeführt wurden mit wertvollem Sammlungsgut bedeutender, im Mitteldeutschen Raum wirkenden Farbwissenschaftler wie Paul Baumann, Otto Prase, Wilhelm Ostwald und Manfred Adam, hat die Sammlung hinsichtlich der „Repräsentation der Baumann-Prase- und Ostwald-Nachfolge“ im 20. Jahrhundert ein Alleinstellungsmerkmal erworben.

## Ausstellungstätigkeit
Aus der Sammlungsinitiative gingen auch zahlreiche Ausstellungen zur Geschichte der Farbenlehre hervor. Hervorzuheben ist das Ausstellungsprojekt „color continuo 1810…2010“ anlässlich 200 Jahre Goethes Farbenlehre und Runges Schrift Farben-Kugel. Seit 2011 verfügt die Sammlung über ein Studio, in dem temporäre Ausstellungen zur Farbenlehre gezeigt werden. Nach der Eröffnungsausstellung mit Buchpräsentation "Zur Farbenlehre. Eckhard Bendin" folgten 2012 zwei Ausstellungen zur Entstehungs- und Wirkungsgeschichte der legendären Baumann-Prase-Farbtonkarte, die vom Malermeister und Farbsystematiker Otto Prase entwickelt und 1912 durch den Verleger und Farbkartenhersteller Paul Baumann in Aue/Erzg. herausgegeben wurde. Weitere Studioausstellungen: 2014 Farbe aus Bewegung - Zur Geschichte der Farbkreisel, 2015 Von der Farbenlehre zum Farbe Lehren, 2016 Schnittstelle Farbe III - Zeugnisse aus 10 Jahren Sammlung Farbenlehre.

## Bedeutung für Forschung und Lehre
Die Sammlung Farbenlehre ist intensiv betreut und wissenschaftlich erschlossen. Sie wird intensiv für Forschungszwecke verwendet und ist Teil der Wissenschaftskommunikation. Ein E-Learning-Projekt bezog die Sammlung in die Lehre ein. Nach verstärkter Ausrichtung und Unterstützung von Symposien und Ausstellungen wurde die Sammlung 2014 als Schnittstelle in das BMBF-Verbundforschungsprojekt FARBAKS (Farbe als Akteur und Speicher) eingebunden und deren Nutzung auch im interdisziplinären Netzwerk 'Wissensforum Farbe-Licht' an der TU Dresden und Partner des 'Lernlabors Farbe' ausgebaut.